# Barlovci
Barlovći (szerbül: Барловци), falu Banja Luka községben, Bosznia-Hercegovinában, Bosanska krajina területén, a Szerb Köztársaságban. 

## Fekvése
Bosznia-Hercegovina északi részén, Banja Lukától légvonalban 9, közúton 12 km-re északra, a Kozara-hegység területén, 150-250 méteres magasságban fekszik. 

## Népessége
| Nemzetiségi csoport | Népesség 1991 | Népesség 2013 |
| ------------------- | ------------- | ------------- |
| Szerb               | 26            | 677           |
| Bosnyák             | 6             | 2             |
| Horvát              | 570           | 20            |
| Jugoszláv           | 14            | 0             |
| Egyéb               | 8             | 12            |
| Összesen            | 624           | 711           |

## Története
A falu területe már az őskorban is lakott volt. Ezt bizonyítja a bronz szekerce, amelynek korát a régészek a középső, vagy a késő bronzkorra tették.
A kereszténység már a római korban jelen volt itt. Ezt bizonyítják a ramići ókeresztény bazilika maradványai. Az is bizonyosan ismert, hogy az Orlovac községben található Lovrića glavicán és a Crkvene temetőben is volt templom.
A 17. században ez a terület dragočaji plébánia területéhez tartozott, amelynek 1672-ben 1200 katolikus hívője volt. A bécsi háború (1683-1699) idején a dragočaji plébánia működése megszűnt. A barlovci római katolikus plébániát 1879-ben alapították, amikor területét leválasztották a petričevai plébániáról. A plébánia krónikája feljegyezte, hogy az egyházközségnek megalakulásakor 1416 híve volt, akik 154 házban éltek. A lelkész először Kapetanović Mustaj bég csardakjába költözött be, amely a Bijeda temető közelében volt.
A település 1878-ig tartozott az Oszmán Birodalomhoz, ekkor a berlini kongresszus határozata alapján az Osztrák-Magyar Monarchia része lett. 1879-ben az első osztrák-magyar népszámlálás során a Banja Luka-i járáshoz tartozó településnek 26 háztartása és 294 római katolikus lakosa volt. 1910-ben a Banja Luka-i járáshoz tartozó településen 56 háztartás, 462 római katolikus és 7 muszlim lakost találtak. A monarchia szétesésével 1918-ban előbb a Szerb-Horvát-Szlovén Királyság, majd 1929-től a Jugoszláv Királyság része. 1921-ben a községnek összesen 73 háztartása és 488 lakosa volt. Jugoszlávia megszállása után a Független Horvát Állam (NDH) része lett. 1945-től a szocialista Jugoszlávia része volt. 1963-ban megszüntették az önálló Ivanjska községet, és a község területét Banja Luka községhez csatolták.
A barlovci római katolikus egyházközség (az akkori határokon belül, Trn, Bukovica és Jablan nélkül) súlyosan megszenvedte a bosznia-hercegovinai szerb hadjáratot. Az 1992-től 1995-ig tartó háborúban 31 helyi embert öltek meg, a gyilkosságokat főszabály szerint a civilek ellen elkövetett kegyetlen bűncselekményeket, többnyire a saját küszöbükön követték el. Eszerint a barlovci plébánia a leginkább érintettek közé tartozott abban az időben az egész Banja Luka-i római katolikus egyházmegyében.  A boszniai háború végén majdnem az összes katolikus horvátot elüldözték, így 2013-ban már csak 20-an voltak. A daytoni békeszerződést követő területfelosztásnál Banja Luka község részeként a Szerb Köztársaság területéhez került. Az egykori, döntően horvát lakosságú falut ma már döntően szerb lakosság lakja, akik túlnyomórészt Bihács, Glamoč, Bosanski Grahov és Kupres környékéről származnak, és a háború végén menekültek el ezekről a területekről.

## Nevezetességei
- A jelenlegi római katolikus plébániatemplom 1911-12-ben épült, a haranglábat 1924-25-ben korszerűsítették. Rajta egy 1923-ban beszerzett harang (170 kg) látható. A templomot a második világháború előtt prágai cseh mesterek festették ki. Miután az 1969. októberi földrengésben megsérült, 1972-73-ban renoválták. A templomot 1999-ben újjáépítették, miután a boszniai háborúban súlyosan megrongálták és csaknem teljesen elpusztult. Az oltárt, a szószéket és a keresztelőkutat Alojzije Ulman tervezte, aki egyúttal másolatot is készített G. Jurkić Szent Vid-festményéről. Az Angyalok Boldogasszonya című falfestményt Ivana Ulman-Ćurilović festette 1975-ben. A keresztutat és az utolsó vacsorát (intarzia) Ilija Blažević helyi mester készítette.[5]

- A barilovci római katolikus plébánia 1884-ben épült. A két háború között (1934-38) bővítették. 1970-71-ben, miután az 1969-es földrengésben megsérült felújították. A boszniai háborúban a ház elpusztult és részben leégett. 2002-ben újjáépítették. A plébánialakás mellett volt egy tágas kápolna, amelyet a kistemplom 1895-ös felépítéséig istentiszteletre használtak.[5]

- Pećina őskori régészeti lelőhely – bronzkori bronz szekerce.[4]